# Aeroporto Internazionale di Las Cruces
L'Aeroporto Internazionale di Las Cruces (IATA: LRU, ICAO: KLRU) è un aeroporto civile statunitense situato a Las Cruces, Nuovo Messico. L'aeroporto, situato a 1.358 m s.l.m., è riservato ai voli dell'aviazione generale. Dispone di 2 piste in asfalto, una con orientamento 04/22 lunga 2.286 metri, l'altra con orientamento 08/26 lunga 1.850 metri. È presente anche una terza pista in calcestruzzo con orientamento 12/30 lunga 2.288 metri.